# Lola Albright
Lola Jean Albright (n. 20 iulie 1924, Akron, Ohio, SUA – d. 23 martie 2017, Toluca Lake⁠(d), California, SUA) a fost o cântăreață și actriță americană, cunoscută mai ales pentru interpretarea cântăreței atrăgătoare Edie Hart, iubita detectivului particular Peter Gunn, în toate cele trei sezoane ale serialului de televiziune Peter Gunn⁠(d).

## Primii ani
S-a născut în orașul Akron, Ohio în familia lui Marion A. (născută Harvey) și John Paul Albright, ambii cântăreți de muzică gospel. Mama Lolei era originară și ea tot din statul Ohio, dar tatăl ei provenea din Dakota de Nord; el și-a întreținut familia în anii 1930, lucrând ca inspector la o companie locală de materiale izolatoare.
Lola a învățat la King Grammar School și a absolvit West High School din Akron în 1942. A cântat în public încă de la o vârstă fragedă și a studiat pianul timp de 20 de ani. Începând cu vârsta de 15 ani, a lucrat după școală ca recepționeră la postul de radio WAKR din Akron. Ea a părăsit postul de radio WAKR la vârsta de 18 ani și s-a mutat la Cleveland, unde a obținut un post de stenografă la radio WTAM. Prima ei reprezentație la radio a avut loc la postul WJW din Cleveland. Lola Albright s-a mutat apoi la Chicago, a lucrat ca fotomodel și a fost descoperită de un căutător de talente, care a convins-o să se mute la Hollywood la vârsta de 23 de ani.

## Cariera cinematografică
Lola Albright și-a făcut debutul în film cu un mic rol în comedia muzicală The Unfinished Dance (1947), iar apoi a apărut în anul următor în două filme cu Judy Garland: The Pirate și Easter Parade. Ea a intrat pentru prima oară în atenția studiourilor și publicului în filmul noir Champion (1949), în care a jucat rolul soției unui manager de box manipulator; ea se îndrăgostește de un boxer interpretat de Kirk Douglas. În următorii câțiva ani, ea a apărut în roluri secundare în peste 20 de filme, inclusiv în câteva westernuri de categoria B și în comedia slapstick The Good Humor Man (1950), în care a jucat alături de viitorul ei soț, Jack Carson.
Printre filmele în care a apărut Lola Albright au fost Tulsa⁠(d) (1949), cu Susan Hayward, The Silver Whip⁠(d) (1953), în care a jucat rolul iubitei personajului interpretat de Dale Robertson⁠(d), și The Tender Trap (1955), în care a fost una dintre cele câteva femei care încercau să convingă un burlac, interpretat de Frank Sinatra, să se căsătorească.
La începutul anilor 1950, Albright a fost, de asemenea, un model frecvent al pictorului pinup Gil Elvgren⁠(d).

### A Cold Wind in August
În 1961 a jucat în filmul A Cold Wind in August⁠(d) al lui Alexander Singer⁠(d) – un film independent, alb-negru și cu buget redus – în rolul unei stripteuze divorțate de vreo 30 de ani, care joacă într-un spectacol burlesc și trăiește o poveste fierbinte de dragoste cu un băiat de 17 ani. Critica Pauline Kael a lăudat cu entuziasm interpretarea Lolei Albright. Interpretarea actriței a fost lăudată, de asemenea, într-un articol publicat în 1985 în ziarul The New York Times. Lola Albright a evaluat acest rol într-un interviu publicat în 1961, în care a afirmat: „Unii oameni vin la mine și îmi spun: «Lola, nu ar trebui să joci acest rol. Nu ești tu.» Ei bine, număr până la 10, îmi mușc limba și apoi le spun că sunt actriță: nu vreau să mă joc pe mine.”.

### Filme ulterioare
Rolul jucat în filmul A Cold Wind in August a dat un nou impuls carierei sale cinematografice, făcând-o să obțină roluri în muzicalul Kid Galahad⁠(d) (1962) al lui Elvis Presley, în care a interpretat-o pe iubita de multă vreme a unui promotor de box cinic (Gig Young), și în thrillerul Joy House⁠(d) al regizorului francez René Clément, în care a interpretat o văduvă bogată, care avea pasiunea de a împărți mâncare săracilor (deși cu un motiv ascuns). În Lord Love a Duck⁠(d) (1966) a interpretat o chelneriță nefericită care se gândește să se sinucidă atunci când ajunge să creadă că i-a ruinat viața fiicei sale (Tuesday Weld). În anul următor ea a jucat în westernul The Way West.
Lola Albright a renunțat la cariera de actriță de cinema în 1968, după încheierea filmărilor la The Impossible Years⁠(d), o farsă inspirată de conflictul între generații, în care a jucat rolul lui Alice Kingsley, soția deznădăjduită a unui profesor de psihiatrie interpretat de David Niven și mama a două fete adolescente.

## Cariera de televiziune

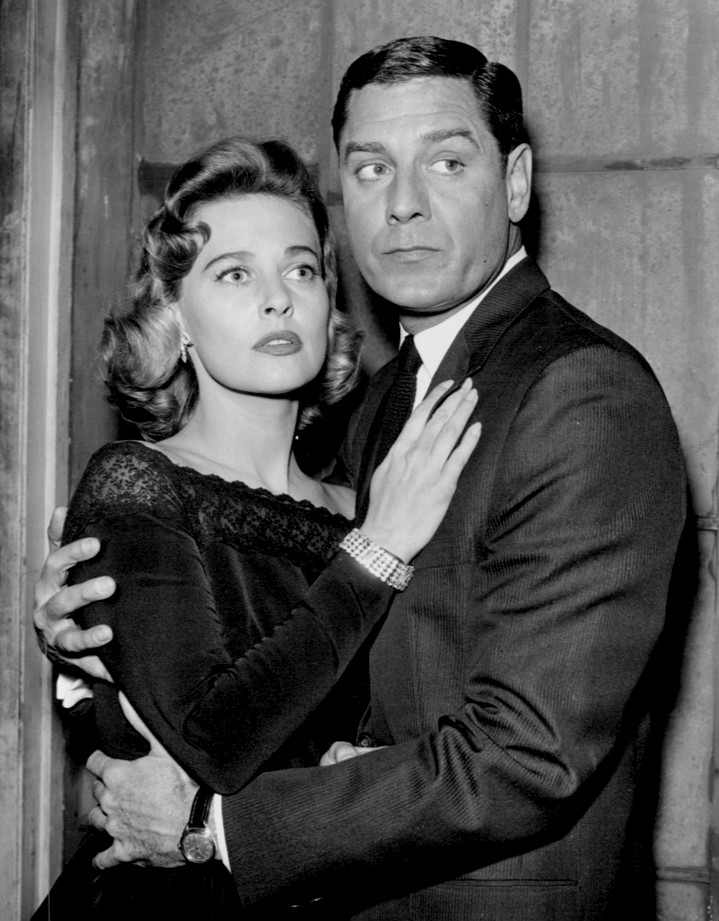
Cu Craig Stevens în ' (1960)

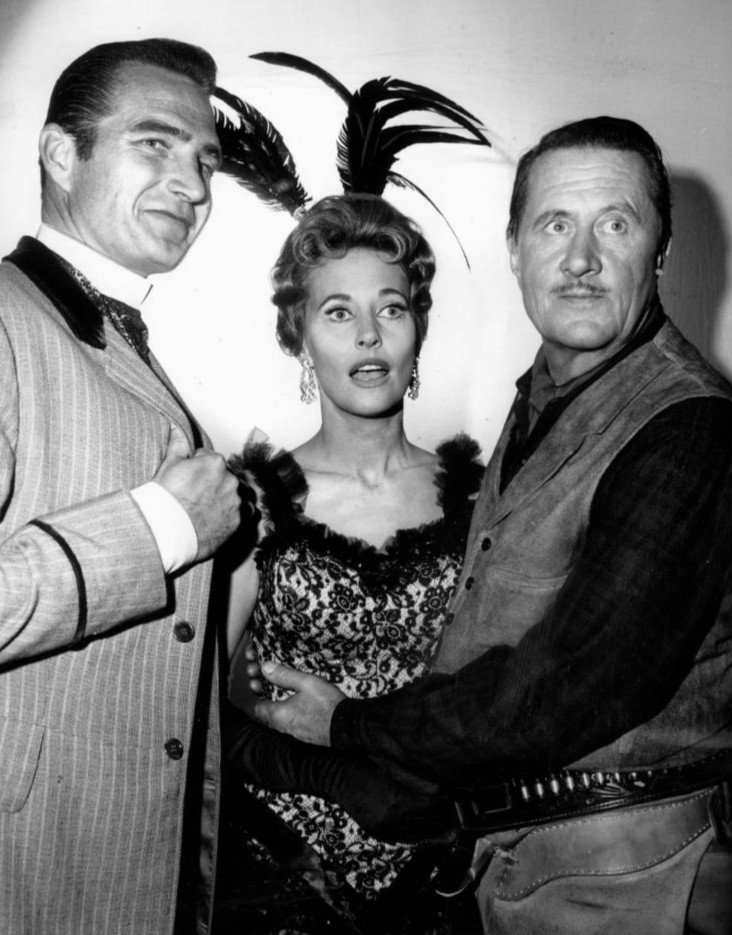
și în Rawhide (1964)

Spre deosebire de alți actori de film care au amânat apariția în producțiile de televiziune, Albright a colaborat activ în acest mediu încă din 1951. A apărut în episodul „Inside Story” din serialul antologie Lux Video Theater⁠(d). Mai târziu, a avut un rol periodic în The Bob Cummings Show⁠(d) în anii 1950 și a apărut în diverse roluri în unele seriale de televiziune precum Alfred Hitchcock Presents, The Thin Man, Gunsmoke, Rawhide, Laredo, Burke's Law, The Dick Van Dyke Show, My Three Sons, The Beverly Hillbillies, Bonanza (două episoade), The Man from UNCLE, Medical Center, Kojak, Columbo, McMillan &amp; Wife, Quincy, M.E., Starsky &amp; Hutch, The Incredible Hulk și Branded.
În 1958 Albright a fost distribuită în Peter Gunn, serialul polițist de televiziune produs de Blake Edwards și cu o coloană sonoră compusă de Henry Mancini. Ea a interpretat rolul atrăgătoarei Edie Hart, o cântăreață dintr-un club de noapte și iubita detectivului Peter Gunn (Craig Stevens). „Ea a fost distribuită perfect în acel rol, pentru că avea un timbru vocal de jazz care era foarte greu de găsit”, a spus Mancini în 1992. „Suficient cât să cred că ea ar trebui să cânte în acel club și că nu ar trebui să fie pe Broadway sau să facă filme”. Lola Albright a cântat în 38 dintre cele 114 episoade ale serialului Peter Gunn, interpretând melodii clasice de jazz precum „How High the Moon”, „A Good Man Is Hard to Find”, „Easy Street” și „Day In, Day Out".
Când actrița Dorothy Malone a fost supusă unei intervenții chirurgicale de urgență, Albright a înlocuit-o în rolul personajului Constance MacKenzie din telenovela Peyton Place. La acea vreme, Albright a numit acel rolul drept „una dintre cele mai mari provocări ale carierei mele teatrale”. Ea a continuat să joace în filme și să apară în producții de televiziune până în anul 1984, când s-a retras din activitate.

## Cariera muzicală

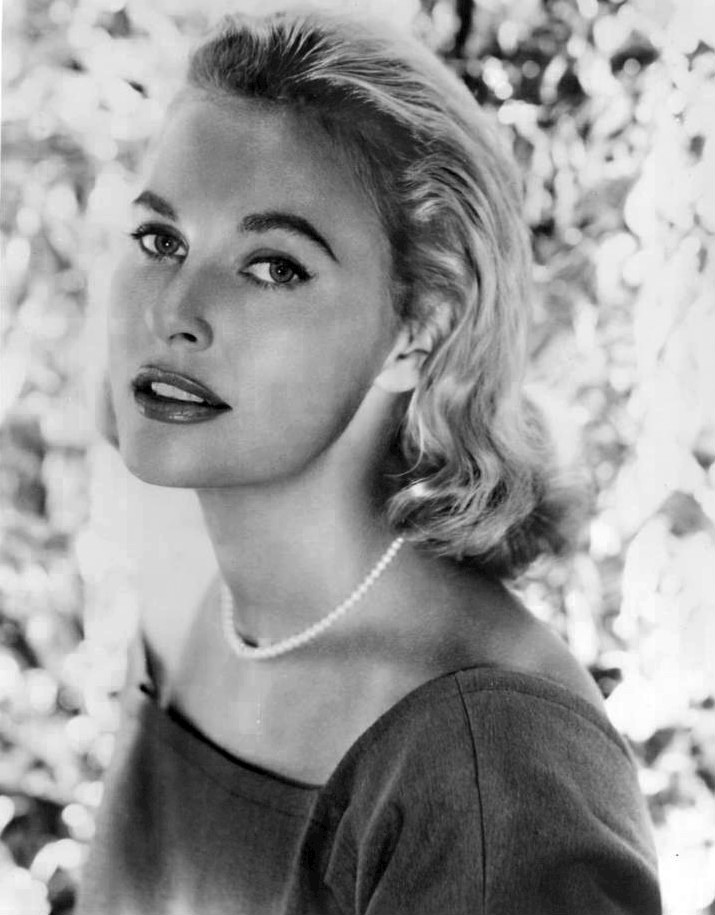
Albright cântând la ' (1962)

Compania Columbia Records a semnat un contract cu Lola Albright ca vocalistă, ceea ce a condus la lansarea unui prim album intitulat Lola Wants You în 1957. Rolul ulterior al Lolei Albright în Peter Gunn și interpretările ei muzicale în acel serial au determinat lansarea unui al doilea album, intitulat Dreamsville (1959), care a fost adaptat muzical de Henry Mancini și acompaniat de orchestra lui. Lola Albright este unul dintre puținii cântăreți ale căror cântece nu au apărut pe coloana sonoră a niciunui film pentru care Mancini a realizat aranjamentul muzical.

## Aprecieri
Lola Albright a fost nominalizată în 1959 la premiul Emmy pentru cea mai bună actriță în rol secundar (personaj permanent) într-un serial dramatic pentru rolul ei din serialul Peter Gunn. Ea a câștigat în 1966 premiul Ursul de Argint pentru cea mai bună actriță la ediția a XVI-a a Festivalului Internațional de Film de la Berlin pentru rolul ei din filmul Lord Love a Duck⁠(d).

## Viața personală
Albright s-a căsătorit de trei ori: mai întâi cu crainicul radiofonic Warren Dean din Cleveland în 1944, de care a divorțat în 1949, apoi cu actorul Jack Carson în 1951 (o altă sursă afirmă că s-au căsătorit la 1 august 1952), de care a divorțat în 10 noiembrie 1958, și în cele din urmă cu Bill Chadney, interpretul lui Emmett, pianistul din serialul de televiziune Peter Gunn pe 19 mai 1961, de care a divorțat în 1975.
După ce s-a retras din actorie, Albright și-a petrecut ultimii ei ani de viață în cartierul Toluca Lake al orașului Los Angeles. În 2014 a căzut și și-a fracturat coloana, iar această leziune a contribuit la o deteriorare generală a sănătății ei în următorii trei ani.
Lola Albright a murit în casa ei pe 23 martie 2017 din cauze naturale, la vârsta de 92 de ani.

## Filmografie

### Filme de cinema
| An   | Titlu                                    | Rol                                              | Observații   |
| ---- | ---------------------------------------- | ------------------------------------------------ | ------------ |
| 1947 | The Unfinished Dance                     | Colaboratoare a casei de modă                    | Nemenționată |
| 1948 | The Pirate                               | Prietena Manuelei                                | Nemenționată |
| 1948 | Easter Parade                            | Model de pălării                                 | Nemenționată |
| 1948 | Julia Misbehaves                         | Manechin                                         | Nemenționată |
| 1949 | Champion                                 | Palmer                                           |              |
| 1949 | Tulsa                                    | Candy Williams                                   |              |
| 1949 | The Girl from Jones Beach                | Vickie                                           | Nemenționată |
| 1949 | Bodyhold                                 | Mary Simmons                                     |              |
| 1950 | The Good Humor Man                       | Margie Bellew                                    |              |
| 1950 | Beauty on Parade                         | Kay Woodstock                                    |              |
| 1950 | When You're Smiling                      | Peggy Martin                                     |              |
| 1950 | He's a Cockeyed Wonder                   | Actrița din filmul de la cinematograful Drive-In | Nemenționată |
| 1950 | The Killer That Stalked New York         | Francie Bennet                                   |              |
| 1950 | Sierra Passage                           | Ann Walker                                       |              |
| 1952 | Arctic Flight                            | Martha Raymond                                   |              |
| 1953 | The Silver Whip                          | Waco                                             |              |
| 1955 | Treasure of Ruby Hills                   | May                                              |              |
| 1955 | The Magnificent Matador                  | Mona Wilton                                      |              |
| 1955 | The Tender Trap                          | Poppy Masters                                    |              |
| 1957 | Pawnee                                   | Meg Alden                                        |              |
| 1957 | The Monolith Monsters                    | Cathy Barrett                                    |              |
| 1957 | Oregon Passage                           | Sylvia Dane                                      |              |
| 1958 | Seven Guns to Mesa                       | Julie Westcott                                   |              |
| 1961 | A Cold Wind in August                    | Iris Hartford                                    |              |
| 1962 | Kid Galahad                              | Dolly Fletcher                                   |              |
| 1964 | Joy House                                | Barbara                                          |              |
| 1966 | Lord Love a Duck                         | Marie Greene                                     |              |
| 1967 | The Way West                             | Rebecca „Becky” Evans                            |              |
| 1967 | The Money Jungle                         | Peggy Lido                                       |              |
| 1968 | Where Were You When the Lights Went Out? | Roberta Lane                                     |              |
| 1968 | The Impossible Years                     | Alice Kingsley                                   |              |
| 1968 | The Helicopter Spies                     | Azalea                                           |              |

### Scurtmetraje
- The Soundman (1950)
- Capturi de ecran: Hollywood Cowboy Stars (1955)
- Realizarea de filme pe Riviera (1964)

### Filme de televiziune
| An   | Titlu                                  | Rol                        | Observații |
| ---- | -------------------------------------- | -------------------------- | --- |
| 1951 | Lux Video Theatre                      | Jennifer                   | Episod: "Inside Story" |
| 1951 | Lux Video Theatre                      | Miriam                     | Episod: "Stolen Years" |
| 1951 | Armstrong Circle Theatre               |                            | Episod: "Twenty-One Days" |
| 1952 | All Star Revue                         | Vocalista invitată         | Episode: "2.24" |
| 1952 | Tales of Tomorrow                      | Carol Williams             | Episod: "The Miraculous Serum" |
| 1953 | Racket Squad                           | Nancy Metcalfe             | Episod: "The System" |
| 1954 | Fireside Theatre                       | Joyce                      | Episod: "Invitation to Marriage" |
| 1954 | The Pepsi-Cola Playhouse               | Jane                       | Episod: "Borrow My Car" |
| 1954 | Duffy's Tavern                         |                            | Episod: Archie Faces Marriage |
| 1954 | Adventures of the Falcon               |                            | Episod: "The Golden Phony" |
| 1955 | The Bob Cummings Show                  | Kay Michaels               | Episoade: "Bob Meets Fonda's Sister", "Too Many Cooks", "Bob Falls in Love", "Hawaii Calls" and "Wedding, Wedding, Who's Having a Wedding?" |
| 1955 | Screen Directors Playhouse             | Nancy Wheeler              | Episod: "Arroyo" |
| 1955 | It's a Great Life                      | Marilyn                    | Episod: "Double Date" |
| 1955 | Gunsmoke                               | Lucy Hunt                  | Episod: "Reed Survives" |
| 1956 | The Bob Cummings Show                  | Kay Michaels               | Episod: "The Letter" |
| 1956 | Four Star Playhouse                    | Beverly Hudson             | Episod: "No Limit" |
| 1956 | The People's Choice                    | Dansatoare                 | Episod: "Sock, the Budget Balancer" |
| 1956 | Celebrity Playhouse                    |                            | Episod: "Girl at Large" |
| 1956 | The Red Skelton Hour                   | Invitată (propriul rol)    | Episod: "Willie Resists Girls" |
| 1956 | The Red Skelton Hour                   | Priscilla                  | Episod: "The First Thanksgiving or Thanksgiving with the Pilgrims" |
| 1957 | The Bob Cummings Show                  | Kay Michaels               | Episod: "Bob Calls Kay's Bluff" |
| 1957 | The Red Skelton Hour                   | Spioana străină            | Episod: "Bolivar the Repairman" |
| 1957 | Code 3                                 | Carol                      | Episod: "Sunset Strip" |
| 1958 | The Thin Man                           | Katherine West             | Episod: "The Tennis Champ" |
| 1958 | Panic!                                 | Karen Adams                | Episod: "Fingerprints" |
| 1958 | Target                                 |                            | Episod: "The Jewel Thief " |
| 1958 | Peter Gunn                             | Edie Hart                  | Episoade: "The Kill", "Streetcar Jones", "The Vicious Dog", "The Blind Pianist", "The Frog", "Lynn's Blues", "Rough Buck", "Image of Sally", "The Man with the Scar", "The Torch", "The Leaper". |
| 1959 | Peter Gunn                             | Edie Hart                  | Episoade: "The Fuse", "Let's Kill Timothy", "Murder on the Midway", "Pecos Pete", "Scuba", "Edie Finds a Corpse", "The Ugly Frame", "The Lederer Story", "Breakout", "Skin Deep", "February Girl", "Love Me to Death", "The Family Affair", "Lady Windbell's Fan", "Bullet for a Badge", "Kill from Nowhere", "Vendetta", "The Coffin", "The Portrait", "Protection", "Crisscross", "Edge of the Knife", "Death Is a Red Rose", "The Feathered Doll", "Kidnap", "The Rifle", "The Game", "The Price Is Murder", "The Briefcase", "The Wolfe Case". |
| 1960 | Peter Gunn                             | Edie Hart                  | Episoade: "Hot Money", "Spell of Murder", "Sentenced", "The Hunt", "Sing a Song of Murder", "The Long, Long Ride", "The Deadly Proposition", "The Murder Clause", "The Dummy", "Slight Touch of Homicide", "Wings of an Angel", "Death Watch", "Witness in the Window", "Send a Thief", "The Semi-Private Eye", "The Heiress", "Baby Shoes", "The Passenger", "The Maître d'", "The Candidate", "The Judgement", "The Death Frame", "Death Across the Board", "The Long Green Kill", "Take Five for Murder", "Dream Big", "Dream Deadly", "Sepi".  |
| 1960 | Michael Shayne                         | Marie Leonard              | Episod: "Framed in Blood" |
| 1961 | Peter Gunn                             | Edie Hart                  | Episoade: "The Royal Roust", "Bullet in Escrow", "I Know It's Murder", "A Kill and a Half", "The Deep End", "Portrait in Leather", "Come Dance with Me and Die", "Cry Love, Cry Murder", "A Penny Saved", "Short a Motive", "The Most Deadly Angel", "Till Death Do Us Part", "Death Is a Four Letter Word", "Deadly Intrusion", "Voodoo", "Murder on the Line". |
| 1961 | The United States Steel Hour           |                            | Episod: "Famous" |
| 1961 | King of Diamonds                       | Margie Howard              | Episod: "The Wizard of Ice" |
| 1961 | The Detectives                         | Edna Craven                | Episod: "The Queen of Craven Point" |
| 1961 | Adventures in Paradise                 | Nita Graham                | Episod: "One Way Ticket" |
| 1961 | General Electric Theater               | Cathy Armstrong            | Episod: "Cat in the Cradle" |
| 1962 | Alfred Hitchcock Presents              | Lisa                       | Episod: "The Woman Who Wanted to Live" |
| 1962 | Saints and Sinners                     | Emily Fielder              | Episod: "Dear George, the Siamese Cat Is Missing" |
| 1962 | My Three Sons                          | Paulette Francis           | Episod: "Going Steady" |
| 1962 | The Alfred Hitchcock Hour              | Ruth Burke                 | Episod: "The Black Curtain" |
| 1963 | The Beverly Hillbillies                | Gloria Buckles             | Episod: "Granny's Spring Tonic" |
| 1963 | The Third Man                          | Edie                       | Episod: "The Way of McEagle" |
| 1963 | The Eleventh Hour                      | Lillian Marnell            | Episod: " Cold Hands, Warm Heart" |
| 1963 | Burke's Law                            | Shirley Mills              | Episod: "Who Killed Harris Crown?" |
| 1964 | Burke's Law                            | Jennifer Carlisle          | Episod: "Who Killed WHO IV?" |
| 1964 | Burke's Law                            | Eve Chapin                 | Episod: " Who Killed Cassandra Cass?" |
| 1964 | The Alfred Hitchcock Hour              | Eva Martin                 | Episod: "Misadventure" |
| 1964 | The Dick Van Dyke Show                 | Paula Marshall             | Episod: "How to Spank a Star" |
| 1964 | Dr. Kildare                            | Gertrude Carey             | Episod: "A Nickel's Worth of Prayer" |
| 1964 | Rawhide                                | Maribelle Ashton-Warner    | Episod: "Incident of the Banker" |
| 1964 | Mr. Broadway                           | Duff Daniels               | Episod: "Sticks and Stones May Break My Bones" |
| 1964 | Wagon Train                            | Leonora Parkman            | Episod: " Those Who Stay Behind" |
| 1965 | Burke's Law                            | Peggy Frost                | Episod: "Who Killed Mother Goose?" |
| 1965 | Burke's Law                            | DeeDee Booker              | Episod: "Who Killed Nobody Somehow?" |
| 1965 | Laredo                                 | Lilah Evans                | Episod: "Above the Law" |
| 1965 | Will Banner                            |                            | Film TV |
| 1965 | Rawhide                                | Lottie Denton              | Episod: "The Gray Rock Hotel" |
| 1965 | Branded                                | Ann Williams               | Episod: "Mightier Than the Sword" |
| 1965 | Bonanza                                | Ann                        | Episod: "The Search" |
| 1965 | Peyton Place                           | Constance Mackenzie Carson | Episoade: "2.39", "2.40", "2.41", "2.42", "2.43", "2.44", "2.45", "2.46", "2.47", "2.48". |
| 1966 | Peyton Place                           | Constance Mackenzie Carson | Episoade: "2.49", "2.50", "2.51", "2.52". |
| 1966 | Branded                                | Ann Williams               | Episoade: "Kellie" și "Cowards Die Many Times". |
| 1966 | Bob Hope Presents the Chrysler Theatre | Edith Woodland             | Episod: "Runaway Boy" |
| 1967 | How I Spent My Summer Vacation         | Dna Pine                   | Film TV |
| 1967 | Bonanza                                | Dolly Bantree              | Episod: "A Bride for Buford" |
| 1967 | Bob Hope Presents the Chrysler Theatre | Vickie Tate                | Episod: "To Sleep, Perchance to Scream" |
| 1967 | The Man from U.N.C.L.E.                | Azalea                     | Episoade: The Prince of Darkness Affair: Parts I and II . Released in 1968 as the feature-length film The Helicopter Spies. |
| 1967 | Ready and Willing                      | Wilma O'Brien              | Film TV |
| 1967 | Cimarron Strip                         | Stacey Houston             | Episod: "The Beast That Walks Like a Man" |
| 1972 | Medical Center                         | Madeline Barris            | Episod: " Condemned" |
| 1973 | The ABC Afternoon Playbreak            | Mary Fiske                 | Episod: "My Secret Mother" |
| 1973 | Kojak                                  | Celia Lamb                 | Episod: "The Corrupter" |
| 1974 | Medical Center                         | Grace                      | Episod: "No Escape" |
| 1975 | The Nurse Killer                       | Hannah                     | Film TV |
| 1975 | Police Story                           | Minnie                     | Episod: "The Cutting Edge" |
| 1976 | McMillan &amp; Wife                    | Asistenta Fisher           | Episod: "The Deadly Cure" |
| 1976 | Starsky and Hutch                      | Lola Turkel                | Episod: "Bounty Hunter" |
| 1976 | Columbo                                | Clare Daley                | Episod: "Fade in to Murder" |
| 1977 | Delta County, U.S.A.                   | Dossie Wilson              | Film TV |
| 1977 | Terraces                               | Dorothea Cabe              | Film TV |
| 1978 | Switch                                 | Millie Tate                | Episod: "Who Killed Lila Craig?" |
| 1981 | The Incredible Hulk                    | Elizabeth Collins          | Episoade: "The First Parts 1 and 2" |
| 1983 | Quincy M.E.                            | Liz McKenna                | Episod: "Murder on Ice" |
| 1984 | Airwolf                                | Beatrice Moretti           | Episod: "Sins of the Past" (ultima apariție la televiziune) |